# ジェフ・ローブ
ジョセフ・"ジェフ"・ローブ三世（Joseph "Jeph" Loeb III, 1958年1月29日 - ）は、アメリカ合衆国の映画およびテレビの脚本家、プロデューサー、コミックのライターである。テレビシリーズでは『ヤング・スーパーマン』や『LOST』、映画では『コマンドー』や『ティーン・ウルフ』などで知られ、さらに2006年から2008年まではNBCの『HEROES』で共同製作総指揮を務めていた。

## 生い立ち
コネチカット州スタンフォードで生まれ育つ。1970年の夏からコミックのコレクションを始める。
彼の継父はブランダイス大学の副学長であり、ジェフはそこでエリオット・S・マギンに出会い、コミック執筆に大きな影響を受けた。しかしながら彼はコロンビア大学へと進学し、芸術の学士号と映画の修士号を取得して卒業した。彼のインストラクターにはポール・シュレイダーらが含まれた。

## キャリア

### 映画およびテレビ
1985年公開のマイケル・J・フォックス主演の『ティーン・ウルフ』の脚本をマシュー・ワイズマンと共同で執筆し、映画デビューを果たした。同年にローブとワイズマン脚本の映画『コマンドー』も公開された。その次に執筆した映画はローレンス・ブロックの小説を原作とした『バーグラー/危機一髪』であり、1987年に公開された。同年には原案を務めた『ティーン・ウルフ2/ぼくのいとこも狼だった』も公開された。
2002年、ローブはテレビシリーズ『ヤング・スーパーマン』の第2シーズン第4話「赤い宝石」の脚本を執筆した。彼は3年契約でスーパーバイジングプロデューサー兼脚本家となった。その後、残りのシーズンでも残留するようにオファーを受けたが、闘病中の息子の看病のために降板した。
2006年はABCのテレビシリーズ『LOST』の第2シーズンでスーパーバイジングプロデューサーを務めた。また同年よりNBCの『HEROES』の共同エグゼクティブプロデューサーとなり、2009年に降板するまで参加し続けた。
2010年よりマーベルのテレビ部門の執行副社長を務めていた。

### コミック
ローブの初めてのコミックの仕事は、ティム・セイルとの初めてのコラボレーションとなった『Challengers of the Unknown』第2期第2-8号（1991年3-10月）である。ローブとセイルはその後、『バットマン: イヤーワン』の流れ汲んだ作品である『Batman: Legends of the Dark Knight Halloween Specials』、全13号のリミテッド・シリーズ『バットマン: ロング・ハロウィーン』、全14号のリミテッド・シリーズ『バットマン: ダークビクトリー』でもコラボレーションした。『ロング・ハロウィーン』は『Batman: The Man Who Falls』と『バットマン: イヤーワン』と並んで2005年の映画『バットマン ビギンズ』に影響を与えた。ローブとセイルはさらにDCでは『スーパーマン・フォー・オールシーズン』と『キャットウーマン: ホエン・イン・ローマ』でも組んだ。
マーベルコミックスでのローブは1995年のクロスオーバーストーリーライン「エイジ・オブ・アポカリプス」に参加し、アーティストのスティーヴ・スクロースと共にX-マンを生み出した。ローブは1996年から1997年に展開された「ヒーローズ・リボーン」で『キャプテン・アメリカ』誌を担当した。彼とティム・セイルはリミテッド・シリーズ『Daredevil: Yellow』、『スパイダーマン: ブルー』、『Hulk: Grey』を執筆した
ローブは『スーパーマン』の第151号（1999年12月）からライターに就任し、エド・マクギネスと共に「Emperor Joker」や「Our Worlds at War」といったストーリーラインを手がけた。ローブは第183号（2002年8月）で『スーパーマン』を降板した。2002年末よりローブはジム・リーは1年に及ぶ長編ストーリー「バットマン: ハッシュ」を開始した。翌年からローブとマクギネスは『スーパーマン/バットマン』を立ち上げた。ローブは更に第5期となる『スーパーガール』を立ち上げた。またローブが手がけたストーリー「Public Enemies」はアニメ映画『Superman/Batman: Public Enemies』となった。
2006年から2007年までに刊行されたミニシリーズ『シビル・ウォー』の冒頭でスーパーヒーローが事故を起こす舞台にローブは自身の故郷であるコネチカット州スタンフォードを選んだ。
2007年、ローブはキャプテン・アメリカ暗殺事件の際のマーベルユニバースのキャラクターの反応を描いた『Fallen Son: The Death of Captain America』を執筆した。第1号は2007年4月の売り上げで1位となった。
2005年9月にマーベルはローブと独占契約を結び、『アルティメッツ3』を立ち上げ、また『ハルク』誌でレッドハルクを登場させた。ローブはまた全5号のリミテッド・シリーズ『アルティメイタム』を執筆した。
ローブはジェフ・ジョンズとアラン・ハインバーグと共にライティング・スタジオのエンパス・ツリー・ハウスを所有している。

### サム・ローブ
ローブの息子のサムは骨腫瘍で3年間闘病した後、2005年6月17日に17歳で亡くなった。2006年に『スーパーマン/バットマン』誌にサムが死ぬ前にほとんど完成させた作品が収録された。ジェフは友人であったコミック作家のアート・アダムス、ジョー・ケイシー、ジョン・キャサディ、ジョイス・チン、イアン・チャーチル、アラン・ハインバーグ、ジェフ・ジョンズ、ジョー・ケリー、マイク・クンケル、ジム・リー、ポール・リー、ロブ・ライフェルド、ポール・レヴィッツ、ジョー・マデュレイラ、ジェフ・マツダ、エド・マクギネス、ブラッド・メルツァー、カルロス・パチェーコ、ダンカン・ルーロー、ティム・セイル、リチャード・スターキングス、マイケル・ターナー、ブライアン・K・ヴォーン、マーク・ヴァーヘイデン、ジョス・ウィードンの協力によりそれを完成させた。

## 評価

### 受賞とノミネート

#### アイズナー賞
- 1998 Best Limited Series - 『バットマン: ロング・ハロウィーン』[41]
- 1999 Best Reprint Graphic Album - 『バットマン: ロング・ハロウィーン』[42]
- 2002 Best Reprint Graphic Album - 『バットマン: ダークビクトリー』[43]
- 2007 Best Single Issue or One-Shot - 『Batman/The Spirit』第1号[44]

ノミネート
- 1999 Best Writer - 『スーパーマン・フォー・オールシーズン』
- 1999 Best Limited Series - 『スーパーマン・フォー・オールシーズン』[42]

#### ウィザード・ファン賞
- 1997 Favorite One Shot or Mini-Series - 『バットマン: ロング・ハロウィーン』
- 1998 Favorite One Shot or Mini-Series - 『スーパーマン・フォー・オールシーズン』
- 2003 Favorite Ongoing Series - 『バットマン』
- 2003 Comics' Greatest Moment of the Year - 『バットマン』第617号でクレイフェイスがジェイソン・トッドとして復帰
- 2003 Favorite Supporting Character 2003 - キャットウーマン（『バットマン』）[45]

### 売り上げと批評家の反応
『バットマン: ロング・ハロウィーン』、『スーパーマン・フォー・オールシーズン』、マーベルの「カラー」本（『Daredevil: Yellow、『スパイダーマン: ブルー』、『Hulk: Grey』は高く評価されており、特に『ロング・ハロウィーン』はメディア展開もされた。
ローブがレッドハルクを初登場させた『ハルク』第1号は2008年1月のコミック売り上げで1位を獲得した、『ハルク』誌の売り上げはその後も好調であったが、批評家の反応は賛否両論であった。第7-9号と『King-Size Hulk』第1号をまとめたトレードペーパーバック『Hulk: Red and Green』は2009年5月の『ニューヨーク・タイムズ』グラフィックブック・ベストセラー・リスト入りを果たした。
『アルティメッツ3』の第1号はシリーズ史上1位の売り上げを記録したが、批評的には前作に及ばなかった。『アルティメッツ3』の続編となる『アルティメイタム』の第1号は2008年11月の売り上げ1位となった。ウィード・コミックブック・レビューのアンドリュー・C・マーフィーはB+評価を下し、デヴィッド・フィンチの作画を賞賛した。またベン・バーガーはC評価を与え、あまりにも説明が多いことを指摘したが、彼もまたフィンチの作画に関しては賞賛した。シリーズの残りの号は概ね批判的な評価を受けた。IGNのジェシー・シェディーンは最終号をこき下ろした上、「『アルティメイタム』は今まで私が読んだ中で最悪のコミックの1つ」と述べ、「究極の悪夢」（the ultimate nightmare）と評した。批判点はカニバリズム描写を含む暴力表現やショッキングな展開を売りにしたことにある上、ローブの台詞、キャラクター描写、ストーリーテリング、ストーリーのオリジナリティの欠如も槍玉に上がり、ブライアン・マイケル・ベンディスやマーク・ミラーといったこれまでにアルティメット作品を手がけた者たちの方が適任であったと指摘された。2009年に『アルティメッツ3』と『アルティメイタム』はコミック・アリアンスによって「この10年で最悪のコミック15本」に選ばれた。

## ビブリオグラフィ

### Active Images
- Hip Flask 1/2

### Aspen MLT
- Soulfire #0–4

### Awesome
- Awesome Holiday Special #1
- Coven (Vol. 1) #1–5, (vol. 2) #1–3
- Coven: Black and White
- Coven: Dark Origins
- Coven/Fantom Special
- Coven/Kaboom Special
- Fighting American #1–2
- Fighting American: Rules of the Game #1–3
- Kaboom #1–3, (vol. 2) #1–3
- Kaboom Prelude
- Lionheart 1–2
- Re:Gex #0–1
- Supreme #50

### ダークホースコミックス
- 9-11: Artists Respond, Volume One
- Buffy The Vampire Slayer: Season 8 #20
- Hellboy: Weird Tales #3

### DCコミック
- 9-11: The World's Finest Comic Book Writers & Artists Tell Stories to Remember, Volume Two
- Action Comics Annual #5
- Adventures of Superman #600
- Batman #608–619 ("Hush")
- Batman: Dark Victory #0–14
- Batman: Legends of the Dark Knight
  - Batman: Choices: Legends of the Dark Knight Halloween Special
  - Batman: Ghosts – Legends of the Dark Knight Halloween Special
  - Batman: Madness – Legends of the Dark Knight Halloween Special
- Batman: The Long Halloween #1–13
- Batman/The Spirit
- Catwoman: When in Rome #1–6
- Challengers of the Unknown (vol. 2) #1–8
- DC Comics Presents: Flash #1
- The Dreaming #4
- JLA: Our World at War #1
- JSA: All Stars #2
- Justice League: Task Force #9
- Loose Cannon #1–4
- Orion #8
- Secret Files President Luthor #1
- Showcase '94 #5
- Smallville #1
- Solo #1
- Supergirl #0–5
- Superman vol 2 #151–183
- Superman/Batman #1–26
- Superman / Batman Secret Files 2003 #1
- Superman: Emperor Joker #1
- Superman for All Seasons #1–4
- Superman: Lex 2000 #1
- Superman: Our Worlds at War Secret Files #1
- Vertigo: Winter's Edge #3
- Who's Who in the DC Universe #1, 16
- The Witching Hour #1–3
- World's Finest: Our Worlds at War #1

### Harris Comics
- Vampirella Monthly #18

### イメージ・コミック
- The Darkness / Batman #1
- Savage Dragon #50

### マーベルコミックス
- The Amazing Spider-Man #545 (テキスト記事のみ), 600
- Askani'Son #1–4
- Astonishing X-Men #3
- Avengers (vol. 2) #2–7
- Avengers: X&-Sanction #1–3
- Avenging Spider-Man #1
- Cable #15, 17–39
- Cable/X-Force Annual 1995
- Captain America vol. 2 #1–6, 12
- Captain America: White #0
- Daredevil: Yellow #1–6
- Fall of the Hulks: Gamma #1
- Fallen Son: The Death of Captain America #1–5
- Fantastic Four vol. 3 #40–50
- Fantastic Four Annual 2001
- Fantastic Four: World’s Greatest Comic Magazine #4
- Generation X '95 #1
- Heroes Reborn 1/2
- Hulk #1–25
- Hulk: Gray #1–6
- Incredible Hulk #600
- Iron Man vol. 2 #7–12
- King-Size Hulk #1
- Onslaught Reborn #1–5
- Point One #1
- Savage Hulk #1
- Spider-Man: Blue #1–6
- Stan Lee Meets Doctor Doom #1
- Ultimate Comics: New Ultimates #1–5
- Ultimate Captain America Annual #1
- Ultimate Hulk Annual #1
- Ultimate Power #7–9
- Ultimates 3 #1–5
- Ultimate X #1–5
- Ultimatum #1–5
- Uncanny X-Men #329–330
- Uncanny X-Men Annual #18
- Wolverine #50–55, 900
- Wolverine '96 #1
- Wolverine/Gambit: Victims #1–4
- X-Force #44–61
- X-Man #1–9
- X-Men: Road to Onslaught #1